# جعفر بن أبي سفيان
جعفر بن أبي سفيان بن الحارث بن عبد المطلب (المتوفي سنة 50 هـ) صحابي من بني هاشم، تأخر إسلامه حتى فتح مكة، ثم شهد معه غزوتي حنين والطائف، وتوفي في المدينة المنورة في خلافة معاوية بن أبي سفيان.

## سيرته
كان جعفر بن أبي سفيان بن الحارث بن عبد المطلب بن هاشم هاشمي الأب والأم، فأبوه أبو سفيان بن الحارث وأمه جمانة بنت أبي طالب بني عمومة النبي محمد.
لم يُسلم جعفر وأبوه إلا عام فتح مكة، حيث أسلما في الأبواء، والنبي محمد في طريقه لفتح مكة. إلا أنه منذ أسلم لزم النبي محمد، فشهد معه فتح مكة، وثبت معه يوم حُنين فيمن ثبت مع النبي محمد من قرابته وأصحابه حين ولّى جيش المسلمين منهزمين أول المعركة.
وقد عاش جعفر حتى توفي في دمشق سنة 50 هـ في خلافة معاوية بن أبي سفيان، وكان له ابنة واحدة أم كلثوم كانت زوجة لابن عمه سعيد بن نوفل بن الحارث بن عبد المطلب، لكن عقب جعفر انقطع.